# Miss Brasil 2016
Miss Brasil 2016 foi a 62ª edição do concurso de Miss Brasil. O evento foi realizado no dia 1° de outubro de 2016, no Citibank Hall em São Paulo. Vinte e sete candidatas representando todos os estados do Brasil e o Distrito Federal participaram do concurso. A vencedora, Raissa Santana, do Paraná, foi coroada pela sua antecessora, a gaúcha Marthina Brandt. Raissa Santana representou o Brasil no Miss Universo 2016, que ocorreu no dia 29 de janeiro de 2017, em Manila, nas Filipinas, chegando entre as treze semifinalistas do concurso. O comando da atração ficou por conta dos atores Cássio Reis e Danielle Suzuki. Esta edição ficou marcada por ter um recorde de candidatas negras participantes: um total de seis e com a eleição da segunda negra em mais de sessenta anos do concurso.

## Resultados

### Colocações

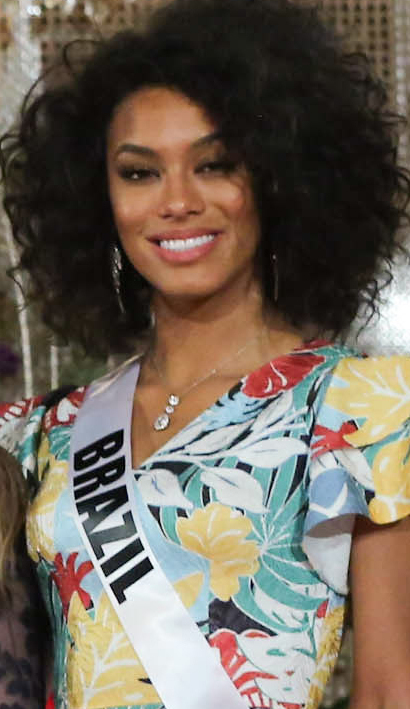
A Miss Paraná 2016 e Miss Brasil 2016, Raissa Santana, durante o confinamento do Miss Universo 2016, onde se classificou no Top 13.
| Posição               | Estado e Candidata |
| --------------------- | --- |
| Vencedora             | - Paraná - Raissa Santana |
| 2º. Lugar             | - Rio Grande do Norte - Danielle Marion |
| 3º. Lugar             | - Maranhão - Deise D'anne |
| Finalistas            | - Alagoas - Gabriele Marinho - Ceará - Morgana Carlos                                                                                                 |
| Top 10 Semifinalistas | - Goiás - Mônica França - Minas Gerais - Paloma Marques - Rio Grande do Sul - Letícia Borghetti - São Paulo - Sabrina Paiva - Sergipe - Carol Valença |
| Top 15 Semifinalistas | - Amazonas - Brena Dianná - Bahia - Victória Esteves - Espírito Santo - Beatriz Nalli - Mato Grosso - Taiany Zimpel - Pernambuco - Tallita Martins    |

### Premiações especiais
| Prêmio            | Estado e Candidata        |
| ----------------- | ------------------------- |
| Miss BE Emotion   | - Paraná - Raissa Santana |
| Miss Voto Popular | - Amazonas - Brena Dianná |

### Ordem dos anúncios
| 1. Ceará 2. Minas Gerais 3. Mato Grosso 4. Alagoas 5. Sergipe 6. São Paulo 7. Paraná 8. Espírito Santo 9. Bahia 10. Goiás 11. Pernambuco 12. Rio Grande do Sul 13. Maranhão 14. Rio Grande do Norte 15. Amazonas | 1. Minas Gerais 2. Maranhão 3. Rio Grande do Norte 4. Ceará 5. Sergipe 6. Paraná 7. São Paulo 8. Goiás 9. Alagoas 10. Rio Grande do Sul | 1. Maranhão 2. Paraná 3. Rio Grande do Norte 4. Alagoas 5. Ceará | 1. Maranhão 2. Paraná 3. Rio Grande do Norte |

## Prêmios extra0ficiais

### As favoritas do Portal R7
- As três mais votadas no portal da Record, o R7.[6]

Trata-se de enquetes independentes realizadas durante o concurso que expressam a opinião pública, mas sem nenhuma relação com a organização do Miss Brasil.

| Posição | Estado e Candidata        |
| ------- | ------------------------- |
| 1       | - Amazonas - Brena Dianná |
| 2       | - Ceará - Morgana Carlos  |
| 3       | - Goiás - Mônica França   |

### A Favorita do EGO
- As três mais votadas no portal da Globo, o EGO.[8]

| Posição | Estado e Candidata              |
| ------- | ------------------------------- |
| 1       | - Amazonas - Brena Dianná       |
| 2       | - Maranhão - Deise D'anne       |
| 3       | - Minas Gerais - Paloma Marques |

### Desafio Ellus
- As candidatas tiveram apenas 30 segundos para compor seus looks [9].

| Posição | Estado e Candidata        |
| ------- | ------------------------- |
| 1       | - Paraná - Raissa Santana |

## Jurados

### Técnicos
Além dos votos dos jurados na noite final, as candidatas ao título também puderam votar em uma das três finalistas, não sendo permitido votarem nelas mesmas. Esse formato acontece no Miss Universo desde 2015 .

1. Lau Neves, beauty artist;
2. Denise Céspedes, diretora da Ford Models;
3. Vânia Goy, editora da Cosmopolitan.

### Final
1. André Lima, estilista;
2. Kamila Hansen, modelo.
3. Yan Acioli, personal stylist;
4. Leila Schuster, Miss Brasil 1993;
5. Fábio Bartelt, fotógrafo profissional;
6. Adriana Bozon, diretora criativa da Ellus;
7. Mônica Salgado, diretora de redação da Glamour;
8. Wanderley Nunes, hair stylist e dono do Studio W;
9. Ricardo dos Anjos, beauty artist e CEO do salão House of Beauty;
10. Nina Pandolfo, artista plástica e de grafite;
11. Paula Lima, cantora e compositora;
12. Ricardo Almeida, estilista;
13. Carol Ribeiro, modelo.

## Programação musical
- Abertura: Dancing Days, de As Frenéticas, de Dom Paulinho Lima. Coreografia por Paula Bonadio & Ballet;

- Desfile de maiô: This Is What You Came For, de Calvin Harris e Rihanna;

- Competição em traje de banho: Fiu-Fiu, de Paula Lima (performance ao vivo);

- Competição em traje de gala: Águas de Março, de Elis Regina (instrumental);

- Final Look: Sereia de Bahia (Mermaid of Bahia), de Basement Jaxx;

- Despedida: Counting Stars, de OneRepublic.

## Candidatas
| Estado              | Candidata          | Idade | Altura | Representação      | Ref.   |
| ------------------- | ------------------ | ----- | ------ | ------------------ | ------ |
| Acre                | Jucianne Menezes   | 20    | 1.74   | Rio Branco         | [ 11 ] |
| Alagoas             | Gabriele Marinho   | 22    | 1.68   | Maceió             | [ 12 ] |
| Amapá               | Joely Teixeira     | 24    | 1.72   | Macapá             | [ 13 ] |
| Amazonas            | Brena Dianná       | 22    | 1.75   | Parintins          | [ 14 ] |
| Bahia               | Victória Esteves   | 18    | 1.72   | Salvador           | [ 15 ] |
| Ceará               | Morgana Carlos     | 20    | 1.72   | Quixadá            | [ 16 ] |
| Distrito Federal    | Sarah Alves        | 20    | 1.78   | Sudoeste/Octogonal | [ 17 ] |
| Espírito Santo      | Beatriz Leite      | 18    | 1.74   | Castelo            | [ 18 ] |
| Goiás               | Mônica França      | 21    | 1.72   | Anápolis           | [ 19 ] |
| Maranhão            | Deise D'anne       | 26    | 1.72   | Santo Amaro        | [ 20 ] |
| Mato Grosso         | Taiany Zimpel      | 18    | 1.80   | Sorriso            | [ 21 ] |
| Mato Grosso do Sul  | Yara Deckner       | 20    | 1.75   | Campo Grande       | [ 22 ] |
| Minas Gerais        | Paloma Marques     | 21    | 1.77   | Senador Firmino    | [ 23 ] |
| Pará                | Fablina Paixão     | 18    | 1.78   | Marabá             | [ 24 ] |
| Paraíba             | Mayrla Vasconcelos | 20    | 1.85   | Nova Palmeira      | [ 25 ] |
| Paraná              | Raissa Santana     | 21    | 1.75   | Umuarama           | [ 26 ] |
| Pernambuco          | Tallita Martins    | 20    | 1.74   | Serra Talhada      | [ 27 ] |
| Piauí               | Lara Lobo          | 20    | 1.75   | Floriano           | [ 28 ] |
| Rio de Janeiro      | Sabrina Amorim     | 18    | 1.77   | Niterói            | [ 29 ] |
| Rio Grande do Norte | Danielle Marion    | 25    | 1.78   | Mossoró            | [ 30 ] |
| Rio Grande do Sul   | Letícia Borghetti  | 22    | 1.76   | Tapera             | [ 31 ] |
| Rondônia            | Mariana Theol      | 19    | 1.75   | Ji-Paraná          | [ 32 ] |
| Roraima             | Iane Cardoso       | 23    | 1.72   | Boa Vista          | [ 33 ] |
| Santa Catarina      | Mariana Guerra     | 24    | 1.76   | Araranguá          | [ 34 ] |
| São Paulo           | Sabrina Paiva      | 21    | 1.81   | Caconde            | [ 35 ] |
| Sergipe             | Carol Valença      | 21    | 1.72   | Aracaju            | [ 36 ] |
| Tocantins           | Jaqueline Verrel   | 24    | 1.75   | Dueré              | [ 37 ] |

## Concursos estaduais
| - Miss Acre 2016 - Miss Alagoas 2016 - Miss Amapá 2016 - Miss Amazonas 2016 - Miss Bahia 2016 - Miss Ceará 2016 - Miss Distrito Federal 2016 - Miss Espírito Santo 2016 - Miss Goiás 2016 | - Miss Maranhão 2016 - Miss Mato Grosso 2016 - Miss Mato Grosso do Sul 2016 - Miss Minas Gerais 2016 - Miss Pará 2016 - Miss Paraíba 2016 - Miss Paraná 2016 - Miss Pernambuco 2016 - Miss Piauí 2016 | - Miss Rio Grande do Norte 2016 - Miss Rio Grande do Sul 2016 - Miss Rondônia 2016 - Miss Roraima 2016 - Miss Santa Catarina 2016 - Miss São Paulo 2016 - Miss Sergipe 2016 - Miss Tocantins 2016 |

## Histórico

### Trocas
- Bahia: Juliana Oliveira foi destituída por estar grávida,[38] Victória Esteves, segunda colocada no concurso estadual, assumiu o título.

## Transmissões
| - Miss Bahia - Band Bahia (VT) - Miss Ceará - NordesTV (VT) - Miss Goiás - TV Goiânia (VT) - Miss Paraíba - TV Manaíra (ao vivo) - Miss Paraná - Band Paraná (VT) - Miss Pernambuco - TV Tribuna (VT) - Miss Rio Grande do Norte - Band Natal (VT) - Miss Rio Grande do Sul - Rede Bandeirantes (ao vivo) - Miss Santa Catarina - Band Santa Catarina (VT) - Miss São Paulo - Rede Bandeirantes (ao vivo) | - Miss Paraíba - Band.com.br (livestream) - Miss Rio Grande do Sul - Band.com.br (livestream) - Miss São Paulo - Band.com.br (livestream) |

## Audiência
Exibido entre 22h42 do dia 1º de outubro e 0h33 do dia 2 de outubr de 2016, o Miss Brasil BE Emotion 2016 foi visto por 752.622 telespectadores nos 15 mercados componentes do Painel Nacional de Televisão da Kantar IBOPE Media, registrando média individual de 1,1 ponto. A média domiciliar foi de 2,5 pontos, fazendo com que o concurso fosse visto em 602.215 domicílios nas regiões metropolitanas de São Paulo, Campinas, Rio de Janeiro, Vitória, Salvador, Recife, Fortaleza, Belém, Manaus, Goiânia, Curitiba, Florianópolis, Porto Alegre e RIDE do Distrito Federal e Entorno. Em relação ao ano anterior, houve um crescimento de 23,81% no número de tweets e de 233,80% no número de impressões no Twitter sobre o evento. No entanto, o número de autores únicos caiu 30,36% .

## Comparações das colocações

### Subiram
Após um jejum de dois anos consecutivos no top 15, o Paraná chegou com grande favoritismo do público e conquistou pela 4ª vez a coroa de Miss Brasil. O Rio Grande do Norte subiu do 4º lugar em 2015 para a o 2° lugar em 2016. Após dois anos seguidos no Top 10 em 2014 e 2015, o Maranhão evoluiu para o terceiro lugar nesse ano. Depois de um amargo jejum de 11 anos sem classificação, Alagoas conseguiu ficar entre as finalistas (top 5). O Ceará após não conseguir se classificar em 2015, chegou às finalistas (top 5), assim como os estados do Amazonas e Espírito Santo, porém, esses acabaram ficando entre as 15 semifinalistas. O estado de Sergipe, após um jejum de 2 anos fora das semifinais, conseguiu uma vaga entre as 10 semifinalistas.

### Caíram
Após o 13° título do ano passado, o Rio Grande do Sul caiu para o top 10. Da segunda colocação em 2015, Santa Catarina não entrou para as semifinais. Em 2015, São Paulo havia terminado em terceiro lugar, mas nesse ano caiu para o top 10. Já o Mato Grosso que em 2015 havia ficado em 5° lugar, ficou longe da sua posição do concurso de 2015, acabando entre as 15 semifinalistas. A Bahia que em 2015 ficou no Top 10, caiu também para o top 15. A Paraíba, de um top 10 no ano anterior não voltou às semifinais em 2016, igualando-se aos estados do Rio de Janeiro, Piauí e Distrito Federal, todos semifinalistas do top 15 em 2015.

### Estagnados
Pelo segundo ano consecutivo, os estados de Goiás e Minas Gerais pararam entre as 10 semifinalistas. No caso de Pernambuco, parar no top 15 vem ocorrendo desde 2015. Os estados do Acre, Amapá e Pará pelo segundo ano consecutivo, não conseguiram classificação entre as semifinalistas. Os estados que continuam sem avançar no concurso são Mato Grosso do Sul (há 3 anos) Roraima (há 12 anos), Rondônia (há 9 anos) e Tocantins (há 6 anos).